# Aedermannsdorf
Aedermannsdorf är en ort och kommun i distriktet Thal i kantonen Solothurn, Schweiz. Kommunen har 599 invånare (2023).